# Vallo de Diano
El Vallo de Diano es una fértil meseta situada a unos 450 m s. n. m. al sur de la región de Campania.

## Geografía
El valle, encerrado entre las cadenas montañosas de la Maddalena y de los Alburni, en el Pleistoceno estaba ocupado por un lago y hoy forma parte del parque nacional del Cilento y Vallo de Diano.
Por su posición geográfica es una zona de paso obligado con el extremo sur de Italia, y por ello los romanos trazaron en 128 a. C. la vía Apia y los visigodos de Alarico la recorrieron durante su invasión de 410.
Los municipios del territorio se han unido en la Comunidad Montana de Vallo de Diano.

## Turismo
El Vallo de Diano es un territorio al que llegan millares de turistas cada año que provienen de toda Europa. Sus atractivos turísticos más importantes son la cartuja de Padula y las cuevas de Pertosa, pero existen también otros lugares de notable interés como el Centro Histórico de Teggiano y de Caggiano, el baptisterio de Sala Consilina o el Convento de Polla. 

## Municipios

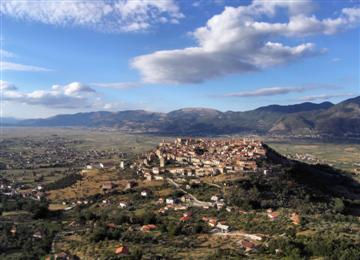
Teggiano, Vallo di Diano, Italia

El Vallo de Diano está compuesto por 15 municipios. Tiene una población de cerca de 65 000 habitantes y dada su posición estratégica tiene una aglomeración de otros 100 000 habitantes considerando todos los ciudadanos de los territorios limítrofes que acuden cotidianamente y no sólo a trabajar.
El municipio más destacado es Sala Consilina, centro urbano de casi 15 000 habitantes, punto de referencia de todo el Vallo de Diano, le siguen Polla, Montesano sulla Marcellana, Teggiano y Sassano por encima de los 5 000 habitantes.
El municipio más pequeño es Pertosa. En Polla y Sant'Arsenio tiene su sede el Hospital. Atena Lucana tiene una zona industrial. Sassano es conocida por sus orquídeas.

## Alcachofa blanca de Pertosa
La alcachofa blanca de Pertosa (Carciofo Bianco di Pertosa) es una hortaliza típica del norte del Vallo de Diano que crece en los municipios de Pertosa, Caggiano, Auletta y Salvitelle.

## Cómo llegar
Es posible alcanzar el Vallo de Diano recorriendo la autopista A3 a través de las salidas de Polla, Atena Lucana, Sala Consilina o Padula-Buonabitacolo.

## Patrimonio de la Humanidad
En 1998 se inscribió se incluyó el parque nacional del Cilento y Vallo de Diano, junto con las zonas arqueológicas de Paestum y Velia, y la cartuja de Padula, en la lista de lugares Patrimonio de la Humanidad. Según la Unesco, «el Cilento es un destacado paisaje cultural. Los dramáticos grupos de santuarios y asentamientos a lo largo de sus tres cadenas montañosas de orientación este-oeste retratan vívidamente la evolución histórica de la zona: era una ruta principal no sólo para el comercio, sino también para la interacción cultural y política entre el período prehistórico y el medieval. El Cilento también era el límite entre las colonias griegas de la Magna Grecia y los pueblos indígenas etruscos y lucanos. Los restos de dos grandes ciudades de la Antrigüedad, Paestum y Velia, se encuentran aquí». Las localizaciones de este Lugar patrimonio de la Humanidad son las siguientes:
| Código  | Nombre                                                                  | Coordenadas                                |
| ------- | ----------------------------------------------------------------------- | ------------------------------------------ |
| 842-001 | Paestum, Velia, la cartuja de Padula, monte Cervati y el Vallo di Diano | 40°17′00″N 15°29′00″E / 40.28333, 15.48333 |
| 842-002 | Región de Monte Stella y Punta Licosa                                   | 40°14′53″N 14°55′39″E / 40.24806, 14.92750 |
| 842-003 | Región del monte Bulgheria, Punta degli Infreschi y capo Palinuro       | 40°04′00″N 15°26′00″E / 40.06667, 15.43333 |